# Dome C
Der Dome C (englisch, offiziell Dome Charlie, auch bekannt als Dome Concordia und Dome Circe) ist ein 3200 m hoher Eisdom im ansonsten strukturlosen Polarplateau des ostantarktischen Wilkeslands.
Der Ort war in den 1970er Jahren Schauplatz von Eiskernbohrungen unterschiedlicher Nationen. Im Rahmen der durch Einheiten der United States Navy unternommenen Versorgungsflüge für die daran beteiligten Mannschaften verunglückten hier im Januar und November 1975 insgesamt drei Lockheed C-130 Hercules beim Startversuch. Das Advisory Committee on Antarctic Names benannte den Eisdom nach der aus dem ICAO-Alphabet entliehenen Kennung für den Buchstaben C.
Auf dem Eisdom befindet sich unter anderem die von Italien und Frankreich betriebene wissenschaftliche Forschungsstation Concordia, die 2005 eröffnet wurde.